# Ladec
Ladec (biał. Лядзец, Ladziec; ros. Лядец, Ladiec) – agromiasteczko na Białorusi, w obwodzie brzeskim, w rejonie stolińskim, w sielsowiecie Ladec, nad Wietlicą i przy Rezerwacie Krajobrazowym Środkowa Prypeć.
Znajduje się tu parafialna cerkiew prawosławna pw. św. Jerzego Zwycięzcy.
W Słowniku Geograficznym Królestwa Polskiego z końca XIX wieku miejscowość opisywana była jako odludna wieś z dobrze rozwiniętym rybołówstwem. W dwudziestoleciu międzywojennym leżała ona w Polsce, w województwie poleskim, w powiecie stolińskim w gminie Chorsk. Po II wojnie światowej w granicach Związku Radzieckiego. Od 1991 w niepodległej Białorusi.